# Serre-Nerpol
Serre-Nerpol ist eine französische Gemeinde mit 315 Einwohnern (Stand: 1. Januar 2022) im Département Isère in der Region Auvergne-Rhône-Alpes (vor 2016: Rhône-Alpes). Sie gehört zum Arrondissement Grenoble und zum Kanton Le Sud Grésivaudan. Die Einwohner werden Albinois genannt.

## Geographie
Die Gemeinde Serre-Nerpol liegt im Hügelland nordwestlich der Isère, etwa 28 Kilometer westnordwestlich von Grenoble. Die Berge erreichen im Norden der Gemeinde Höhen von über 600 m über dem Meer und am Südwesthang des Pilandrey mit 720 m den höchsten Punkt. Durchzogen wird das 13,16 km² umfassende Gemeindegebiet von den in Nord-Süd-Richtung strömenden Flüssen Tréry und Vézy mit ihren Nebenflüssen, an deren Hängen großflächig Wein angebaut wird. Umgeben wird Serre-Nerpol von den Nachbargemeinden Saint-Michel-de-Saint-Geoirs im Norden, Quincieu im Norden und Nordosten, Vatilieu im Osten, Notre-Dame-de-l’Osier im Südosten, Vinay im Südosten und Süden, Varacieux im Süden und Südwesten, Chasselay im Westen sowie Brion im Nordwesten.

## Geschichte
Nach dem Zusammenschluss der Gemeinden Serre und Nerpol im Zuge der französischen Revolution zwischen 1790 und 1794 lautete der Gemeindename zunächst Nerpol-et-Serre und wurde 1904 zum heutigen Namen geändert.

## Bevölkerung
| Jahr                       | 1962 | 1968 | 1975 | 1982 | 1990 | 1999 | 2006 | 2014 | 2021 |
| -------------------------- | ---- | ---- | ---- | ---- | ---- | ---- | ---- | ---- | ---- |
| Einwohner                  | 269  | 266  | 229  | 252  | 269  | 284  | 291  | 293  | 311  |
| Quellen: Cassini und INSEE |      |      |      |      |      |      |      |      |      |

## Sehenswürdigkeiten
- Himmelfahrtskirche
- Kapelle Saint-Joseph